# Красноволоцька волость
Красноволоцька волость — історична адміністративно-територіальна одиниця Овруцького повіту Волинської губернії Російської імперії. Волосний центр — село  Красна Волока.

## Історія
Наприкінці XIX-на початку XX ст. увійшла до складу укрупненої Білокоровицької волості, утвореної шляхом об'єднання Жубровицької та Красноволоцької волостей.
Станом на 1885 рік складалася з 8 поселень, 8 сільських громад. Населення — 3431 особа (1663 чоловічої статі та 1769 — жіночої), 311 дворових господарства.
|                     | Площа, десятин | У тому числі орної, дес. |
| ------------------- | -------------- | ------------------------ |
| Сільських громад    | 6923           | 4555                     |
| Приватної власності | 9846           | 1124                     |
| Казенної власності  | —              | —                        |
| Іншої власності     | 65             | 46                       |
| Загалом             | 16834          | 5725                     |

Основні поселення волості:
- Красна Волока (пол. Krasnowłóki[2]) — колишнє власницьке село при річці Жерев за 50 верст від повітового міста, 711 осіб, 66 дворів, православна церква, школа, постоялий будинок, 2 водяних млини.
- Жеревці — колишнє власницьке село, 570 осіб, 92 двори, православна церква, 2 постоялих будинки.
- Новаки — колишнє власницьке село при річці Кремно, 270 осіб, 28 дворів, православна церква.